# Christoph Friedrich Hegelmaier
Christoph Friedrich Hegelmaier (Sulzbach an der Murr, 4 settembre 1833 – Tubinga, 26 maggio 1906) è stato un botanico e medico tedesco.
Nel 1857 conseguì il dottorato presso l'Università di Tubinga, e più tardi era un medico militare a Ulma. Nel 1864 ricevette la sua abilitazione a Tubinga, dove nel 1866 divenne professore associato di botanica.
Era l'autore della famiglia di piante Lemnaceae, e nel 1868 pubblicò il trattato Die Lemnaceen: Eine monographische Untersuchung. Altre importanti opere di Hegelmaier furono una monografia, che trattava del genere di pianta Callitriche, intitolata Monographie der Gattung Callitriche (1864), e uno studio che coinvolge l'embriologia della piante, intitolata Vergleichenden Untersuchungen über Entwicklung dikotyledoner Keime (Studi comparativi sullo sviluppo di semi dicotiledoni, 1878).
Oggi il suo erbario è conservato presso il Museo di storia naturale di Stoccarda.